# جورجيا رول
جورجيا رول (بالإنجليزية: Georgia Rule)‏ هو فيلم كوميديا دراما من إخراج غاري مارشال وبطولة جين فوندا ، ليندسي لوهان ، فيليسيتي هوفمان، ديرموت مولروني، غاريت هيدلوند، وكاري الويس .

## قصه الفيلم
ان هناك فتاه اسمها رايتشل من كالفورنيا - اخذتها والدتها إلى منزل جدتها في قريه صغيره وتركتها هناك لوقت معين وكانت مجبوره على ذلك حيث ان زوج والدتها قال لها إذا مكثت ببيت جدتها سوف يشتري لها سياره للجامعه وهذا ما اجبرها على المكوث هناك ... وما سيحدث لريتشل من مواقف بالقرية ,,,

## نوع الفيلم
رومانسي ودراما 2007

## بطولة
1. جين فوندا بدرو راندال جورجيا
2. ليندسي لوهان بدرو يلكوكس راشيل
3. فيليسيتي هوفمان بدرو يللي راندال ويلكوكس
4. ديرموت مولروني بدرو ورد سيمون
5. غاريت هيدلوند بدرو هارلان ويلسون
6. كاري الويس بدرو أرنولد
7. هيكتور بدرو اليزوندو وايزي
8. لوري ميتكالف بدرو ريتشاردز بولا
9. ديلان ماكلولين بدرو سام
10. زخاري جوردون بدرو إيثان

## روابط خارجية
- جورجيا رول على موقع IMDb (الإنجليزية)
- جورجيا رول على موقع ميتاكريتيك (الإنجليزية)
- جورجيا رول على موقع روتن توميتوز (الإنجليزية)
- جورجيا رول على موقع نتفليكس (الإنجليزية)
- جورجيا رول على موقع قاعدة بيانات الأفلام العربية
- جورجيا رول على موقع ألو سيني (الفرنسية)
- جورجيا رول على موقع Turner Classic Movies (الإنجليزية)
- جورجيا رول على موقع أول موفي (الإنجليزية)
- جورجيا رول على موقع بوكس أوفيس موجو (الإنجليزية)
- جورجيا رول على موقع فيلمافينيتي (الإسبانية)